# Брент, Лора
Лора Брент (англ. Laura Brent; род. 2 мая 1988, Мельбурн) — австралийская актриса. Стала известна благодаря роли Лилиандил в фильме «Хроники Нарнии: Покоритель зари».

## Биография
Родилась 2 мая 1988 года в Мельбурне, Австралия. В 2007 году окончила Национальный институт драматического искусства в Сиднее.

## Карьера
Начала актёрскую карьеру в 2009 году. В 2010 году снялась в трёх эпизодах телесериала «Легенда об Искателе», где исполнила роль Морд-Сит по имени Далия. В том же году дебютировала в международном кино, снявшись в третьей части серии фильмов «Хроники Нарнии» — «Покоритель зари», исполнив роль Лилиандил.
В 2011 году сыграла в комедии «Свадебный разгром».
В 2015 году была номинирована на премию «Logie Awards» в категории «Самый популярный новый талант».
В 2016 году снялась в сериале «Тайный город».
В 2018 году снялась в фильме «Винчестер. Дом, который построили призраки».
В 2021 году вышел фильм «Мортал Комбат», в котором Лора сыграла Эллисон Янг.

## Фильмография
| Год  |     | Русское название                                      | Оригинальное название                                    | Роль                |
| ---- | --- | ----------------------------------------------------- | -------------------------------------------------------- | ------------------- |
| 2009 | с   |                                                       | Chandon Pictures                                         | Сара                |
| 2009 | кор | Обращение генерального директора                      | Message from the CEO                                     | подруга             |
| 2010 | с   | Легенда об Искателе                                   | Legend of the Seeker                                     | Далия               |
| 2010 | с   | Спецотдел по спасению                                 | Rescue Special Ops                                       | Катрина Уитни       |
| 2010 | ф   | Хроники Нарнии: Покоритель зари                       | The Chronicles of Narnia: The Voyage of the Dawn Treader | Лилиандил           |
| 2011 | ф   | Горящий человек                                       | Burning Man                                              | плачущая медсестра  |
| 2011 | ф   | Свадебный разгром                                     | A Few Best Men                                           | Мия                 |
| 2011 | с   | Отчаянные парни                                       | Wild Boys                                                | Шарлотта Кеньюлти   |
| 2012 | ф   | Помогите стать отцом                                  | Not Suitable for Children                                | Эрика               |
| 2012 | кор |                                                       | Anima                                                    | Джоселин Мерфи      |
| 2014 | с   | Девушки из АНЗАК                                      | Anzac Girls                                              | сестра Элси Кук     |
| 2014 | с   | Нас никогда не разлучить: Нерассказанная история INXS | Never Tear Us Apart: The Untold Story of INXS            | Бет «Баффи» Фэррисс |
| 2014 | ф   | Исцеление                                             | Healing                                                  | Стэйси              |
| 2015 | кор |                                                       | The Paper Kites: Electric Indigo                         | девушка             |
| 2016 | с   | Тайный город                                          | Secret City                                              | доктор Крик         |
| 2016 | тф  |                                                       | Transylvania                                             | Виктория            |
| 2018 | кор |                                                       | Della Mortika                                            | Эбигейл Делла Морте |
| 2018 | ф   | Винчестер. Дом, который построили призраки            | Winchester                                               | Руби Прайс          |
| 2019 | с   | Пианино                                               | Upright                                                  | Элиза               |
| 2021 | ф   | Мортал Комбат                                         | Mortal Kombat                                            | Эллисон Янг         |